# Alfabeta
Alfabeta è stata una rivista culturale italiana.

## Prima serie
Alfabeta fu pubblicata a cadenza mensile tra il 1979 e il 1988 (ne uscirono 114 numeri) a Milano per iniziativa di Nanni Balestrini e poi subito di una redazione di dieci membri che includeva la critica e italianista Maria Corti, il poeta Antonio Porta, i filosofi Umberto Eco e Pier Aldo Rovatti, gli scrittori Francesco Leonetti e Paolo Volponi, il grafico Gianni Sassi, e ancora Mario Spinella e Gino Di Maggio. Si aggiunsero a partire dal decimo numero Omar Calabrese, Maurizio Ferraris e Carlo Formenti.
A quella che, secondo Romano Luperini, fu «l'ultima rivista del Novecento italiano, l'ultimo nucleo culturale che tiene acceso il dibattito letterario, politico e culturale fra la fine degli anni Settanta e l'inizio degli Ottanta», collaborarono grandi intellettuali italiani dell'epoca, legati politicamente al PCI (come i citati Spinella, Volponi, Sassi o Di Maggio, ma anche per qualche intervento di Massimo Cacciari, assai prima che diventasse sindaco di Venezia, e di altri) e alla sinistra più radicale, detta allora «extraparlamentare» (oltre a Balestrini, Formenti e Leonetti, anche Alessandro Dal Lago) oppure a militanza intellettuale meno identificabile ma sicuramente attiva e propositiva, magari perché provenienti dal Gruppo 63 e dallo sperimentalismo (oltre a Eco e Porta, scrissero per esempio sulla rivista Omar Calabrese, Maurizio Ferraris, Vincenzo Bonazza, Gianni De Martino, Renato Barilli, Giuliano Gramigna ecc.)
Le recensioni della rubrica Cfr., sempre aggiornate, su libri, mostre, riviste o eventi culturali, potevano anche essere scritte a più voci, o dare avvio a dibattiti che si riprendevano in articoli o numeri successivi, con inchieste sull'industria culturale, sul senso delle terze pagine dei giornali, o su categorie di pensiero allora attualissime come la "crisi della ragione" o il postmoderno.
Altri collaboratori furono Angelo Guglielmi (che coinvolse in un dibattito anche Italo Calvino), Cesare Segre (coinvolto dalla Corti), Biancamaria Frabotta o, attraverso reportage dall'estero Ferruccio Masini, Alberto Arbasino, Stefano Agosti, Guido Almansi, Paolo Valesio (da New York) e lo stesso Balestrini, da Parigi.
Il dibattito artistico chiamava a raccolta i pareri di Lea Vergine, Tomas Maldonado, Gillo Dorfles, Achille Bonito Oliva, Rossana Bossaglia, Aldo Colonetti, Stefano Zecchi, Mario Perniola, Filiberto Menna e altri critici e storici dell'arte, o si interrogava sul senso della progettualità con interventi di Vittorio Gregotti, Emilio Tadini, Enrico Baj, Arnaldo Pomodoro ecc.
Attenzione al teatro e al cinema si teneva attraverso gli articoli e le recensioni (oltre che dei redattori che dirigevano la rivista) di Antonio Attisani, Giuseppe Bartolucci, Paolo Bertetto ecc.
Ugualmente, dal punto di vista filosofico, la rivista seguiva e riprendeva tutti i dibattiti che venivano fuori in quegli anni (dal "pensiero debole" di Gianni Vattimo all'"elogio del pudore" di Rovatti, a certi sviluppi della semiotica) e della filosofia contemporanea (con interventi anche di Umberto Curi, Aldo Gargani, Giulio Giorello ecc.), ospitando anche interventi in traduzione, con interviste coinvolgenti Jean-François Lyotard, Paul Ricoeur, Jean Baudrillard, Richard Rorty (intervistato da Massimo Cellerino), Kurt Hilgenberg ecc.
A parere di Luperini, dopo Alfabeta non ci saranno più, in Italia, riviste letterarie e politico-culturali capaci di esprimere il punto di vista degli intellettuali e la loro volontà d'intervento complessivo.
Anche la veste grafica, il formato e il tipo di carta usata costituirono una grossa novità, presentando ogni numero con una ricerca fotografica o di altre immagini a tema, l'impaginazione che a tratti ricordava il futurismo e soprattutto un formato che si slegava dall'immagine corrente delle riviste come libri, per apparire più come un giornale, dunque sempre attuale, in corsa con i tempi.
Un'antologia della rivista, con gli indici completi in appendice, è uscita nei tascabili Bompiani nel 1996.

## Nuova serie
L'8 luglio 2010 è stato pubblicato il primo numero di alfabeta2 - mensile di intervento culturale edito da Mudima Edizioni e diretta da Gino Di Maggio, già direttore responsabile della prima serie. 
Della nuova redazione fanno parte Nanni Balestrini,  Maria Teresa Carbone, Andrea Inglese, Andrea Cortellessa; accanto a loro un comitato scientifico che riunisce alcuni autori della prima serie: Omar Calabrese, Umberto Eco, Maurizio Ferraris, Carlo Formenti e Pier Aldo Rovatti. 
Faycal Zaouali è stato l'Art Director per tutta la durata dei 35 numeri e di tutti gli alfalibri. Da novembre 2011 la rivista è edita da Associazione Alfabeta.
Alla rivista si affianca un supplemento letterario alfalibri e un supplemento dedicato all'arte alfabiennale. Viene distribuita in edicola e libreria, ed in una edizione in formato ebook. Dal 2014 le pubblicazioni su carta sono sospese, mentre viene potenziato il sito, che oltre agli articoli pubblicati con cadenza quotidiana (alfapiù), propone un numero speciale settimanale, alfadomenica.
Nel 2019, dopo la scomparsa di Nanni Balestrini, le pubblicazioni sono state interrotte.